# Pentaborano-11

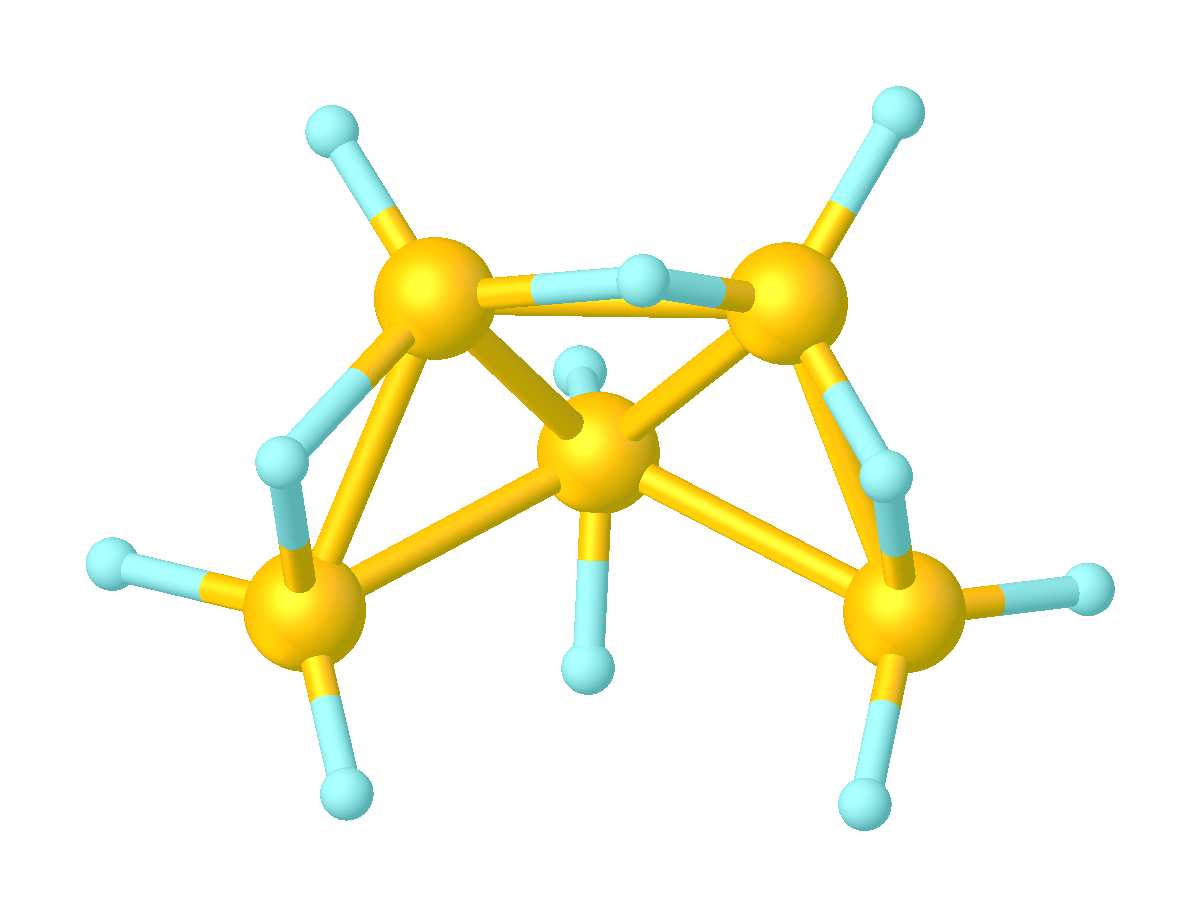
Estrututa molecular do Pentaborano-11.

Pentaborano-11 é um composto químico inorgânico de boro e hidrogênio com a fórmula química B5H11. É um aglomerado obscuro de hidreto de boro, menos comum em relação ao altamente estudado pentaborano-9 (B5H9). Com dois átomos de hidrogênio a mais que o ‘’nido’’ -pentaborano-9, o pentaborano-11 é classificado como um ‘’cluster do tipo ‘’aracno’’ . O composto é um líquido incolor volátil com odor desagradável, altamente inflamável e pirofórico, que entra em combustão espontânea na presença do oxigênio do ar com uma chama verde brilhante, característica dos compostos de boro.

## Síntese
Como muitos aglomerados de hidreto de boro, o pentaborano-11 foi originalmente obtido a partir da pirólise do diborano. Uma síntese mais sistemática implica o tratamento do ânion [B4H9]− (obtido da desprotonação do tetraborano por um reagente alquil-lítio) com tribrometo de boro. O ácido de Lewis abstrai o hidreto para dar o composto B4H8 instável, o precursor de B5H11:
[B4H9]− + BBr3 —> ‹B4H8› + [BHBr3]–
2B4H8 —> B5H11 + “B3H5”

## Estrutura

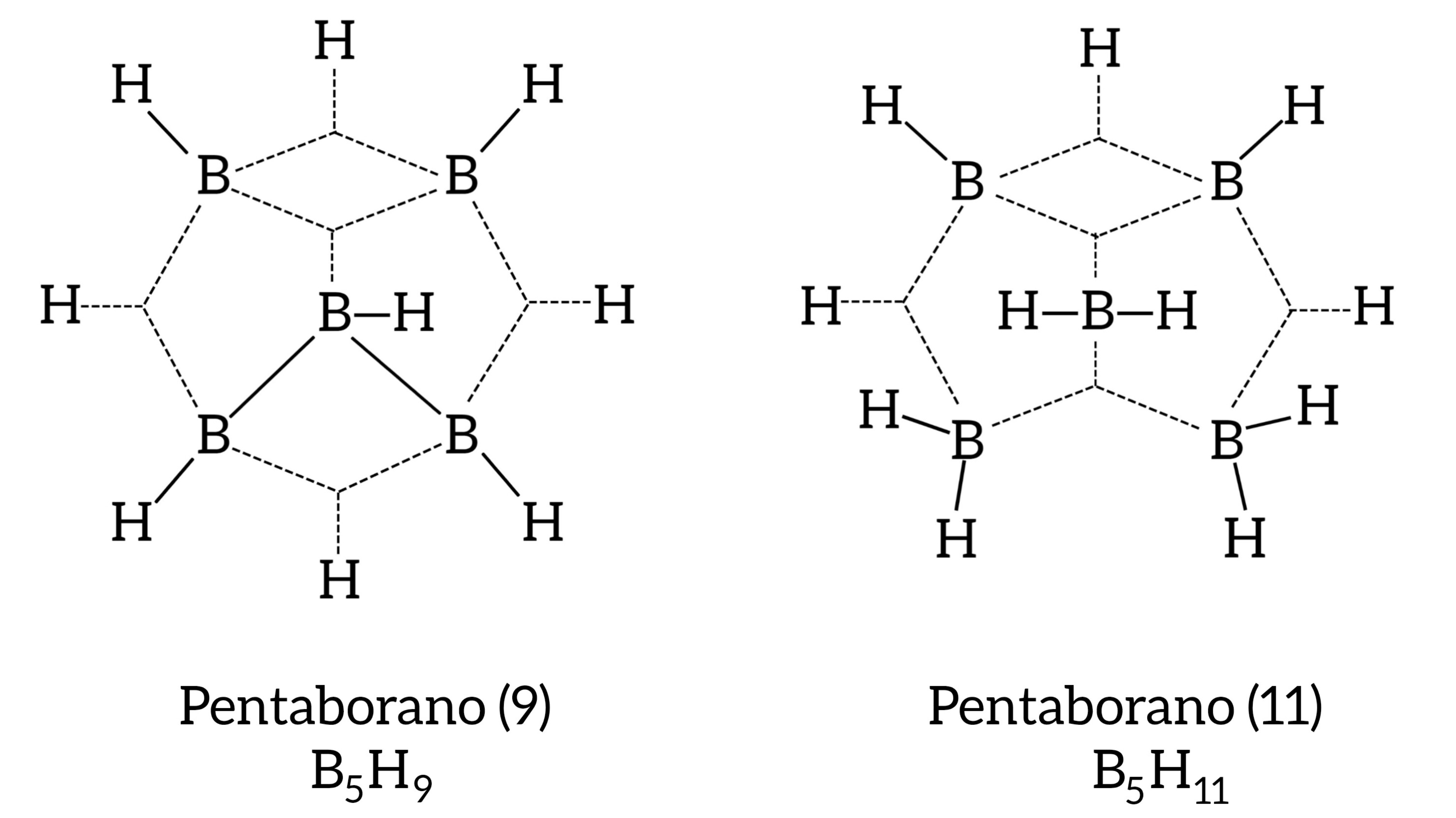
Comparação entre as estruturas moleculares dos pentaboranos: pentaborano-11 à direita e pentaborano 9 à esquerda. Os traços pontilhados ramificadas são as ligações 3c-2e.

O pentaborano-11 é um cluster de hidreto de boro, estruturalmente relacionado ao mais estável pentaborano-9, mas com dois hidrogênios a mais (um deles ligado ao boro no vértice da estrutura em forma de pirâmide, outro ligado à base). É um composto deficiente de elétrons, contendo ligações do tipo tricentrada com dois elétrons entre os átomos de boro e os hidrogênios compartilhados na base da pirâmide. Esse composto é menos estável do que o pentaborano-9 mais comum, e menos utilizado.